# José Antonio Maldonado Zapata
José Antonio Maldonado Zapata (Sevilla, 26 de juliol de 1944) és un meteoròleg espanyol.

## Biografia
Llicenciat en Ciències Físicas per la Universitat de Sevilla, es va incorporar al cos facultatiu de meteoròlegs després d'aprovar les oposicions de l'Estat en 1970. Va romandre a l'Institut Nacional de Meteorologia fins a 1986. En aquesta data es va incorporar a Televisió Espanyola, encara que la seva veritable vocació era el món de l'aviació.
Tota la seva trajectòria ha estat vinculada a la informació meteorològica, primer en informatiu matinal Buenos días i més tard en els del cap de setmana, per a passar en 1988 als telenotíciess de dilluns a divendres.
Ha rebut el premi al millor presentador europeu d'espais d'informació meteorològica, i és un dels meteoròlegs més reconeguts i de major qualitat de la ràdio i televisió, receptor d'una Antena de Oro 2008.
Afectat pel Expedient de Regulació d'Ocupació (ERE) de Ràdio Televisió Espanyola, va abandonar l'ens públic a l'agost de 2008, després de 23 anys en l'empresa. La seva última aparició en pantalla com a presentador del temps en La 1, encara que el 28 de desembre va realitzar un cameo en La Sexta Meteo fent-se passar pel presentador del temps habitual de La Sexta.
Des de setembre de 2011 presenta els espais meteorològics del programa Así son las Mañanas, en la cadena COPE.
Poques setmanes després, va ser nomenat director meteorològic de la web d'informació meteorològica Eltiempo.es. A més ocupa el lloc de president de la Associació Meteorològica Espanyola i és membre del Consell Rector d'AEMET.
José Antonio Maldonado és conferenciant i presentador professional. La seva temàtica se centra en la meteorologia i climatologia des d'un punt de vista científic.
Entre els títols de les seves ponències es troben: "El hombre y el clima condenados a entenderse", "Influencia del hombre en el cambio climático", "Evolución del clima y su posible futuro","La meteorología y el turismo", "Influencia de la meteorología en la sociedad", "Fenómenos naturales adversos hoy y mañana", "El tiempo: de mito a ciencia" i "La atmósfera como receptor y difusor de energía".
Ha estat membre de l'Associació Internacional de Meteoròlegs en els Mitjans de comunicació (IABM).